# Henrique (football, 1985)
Pour les articles homonymes, voir Henrique.
Henrique Pacheco Lima est un footballeur brésilien né le 16 mai 1985. Il est milieu de terrain.